# パトリック・キスノーボ
パトリック・キスノーボ（Patrick Fabio Maxime Kisnorbo、1981年3月24日 - ）は、オーストラリア・メルボルン出身の元プロサッカー選手、サッカー指導者。現役時代のポジションはディフェンダー（センターバック）。元オーストラリア代表。

## 来歴

### 選手時代
モーリシャス人の父とイタリア人の母の間で生まれる。
2003年にスコティッシュ・プレミアリーグのハート・オブ・ミドロシアンFCに2年契約で加入。その後レスター・シティFCへ移籍。当初はMFとしてプレーしていた。2009-10シーズンに2年契約でリーズ・ユナイテッドAFCへ加入。同シーズンのFAカップではマンチェスター・ユナイテッドFC相手に活躍、見事勝利に貢献した。
2010年3月、試合中にアキレス腱を負傷したためシーズン途中に離脱、2010 FIFAワールドカップのオーストラリア代表メンバーには選ばれなかったものの、フットボールリーグ1のベスト11に選ばれた。
2013年9月、地元メルボルンのメルボルン・ハートFC（後にメルボルン・シティに改名）に1年契約で加入。その後チームとの契約を更新し、2シーズンに渡り主将を務めた。
2016年5月、現役引退を表明した。

### 指導者時代

#### メルボルン・シティ
引退後、メルボルン・シティのユースアシスタントコーチを務めた。またAリーグ・ウィメンチームのアシスタントコーチも務め、2017年7月にウィメンチームの監督に就任。
2018年7月に男子チームのアシスタントコーチに就任。同じシティ・フットボール・グループ傘下の横浜F・マリノスで監督を務めたエリク・モンバエルツをコーチとして支えた。
2020年9月、エリク・モンバエルツの退任に伴い、メルボルン・シティの監督に任命された
。
2021年5月、メルボルン・シティは同チームの11年の歴史で初のAリーグトロフィー獲得に導いた。自身が現役時代に持っていた闘志溢れるプレーをチームに植え付け、多くの賞賛が寄せられた。
同年6月、チームを初のAリーグ・チャンピオンシップに導き、Aリーグ監督デビューシーズンでダブル優勝を果たした。
ユースチームから昇格した選手も一部含まれた若いチームに、粘り強さと自信を植え付けたことによる功績が認められた。

#### トロワAC
2022年11月23日、フランスのトップディビジョンチームでシティ・フットボール・グループのクラブであるトロワACの監督に就任すると発表された。彼はヨーロッパ主要リーグ「トップ5」のチームを率いる初のオーストラリア人監督となった。
しかし、彼の指揮下でチームはリーグ2に降格。2023-24シーズンの最初の15試合でわずか2勝しか挙げられず、リーグ2でも降格圏に落ちた後、キスノーボは2023年12月6日に双方の合意により退任した。

#### メルボルン・ビクトリーFC
2024年6月、オーストラリアに復帰。メルボルン・ビクトリーFCの監督として3年契約を結んだ。リーグ戦で5勝1引き分け1敗という好成績を残したものの、わずか7試合で退任したことを発表した。

#### 横浜F・マリノス
2024年12月23日、2025年シーズンより、横浜F・マリノスのヘッドコーチ就任を発表。スティーブ・ホランド新監督のアシスタントとしてチームを率いることとなった。4月18日、ホランド監督の解任により、暫定監督となった。
2025年5月5日、正式に監督就任となった。だが公式戦で2勝8敗と振るわず、天皇杯ではJFLのラインメール青森FCに敗れるなど低迷し、6月18日付けで退任した。

## 所属クラブ
- 2002年 - 2003年  サウス・メルボルンFC
- 2003年 - 2005年  ハート・オブ・ミドロシアンFC
- 2005年 - 2009年  レスター・シティFC
- 2009年 - 2013年  リーズ・ユナイテッドAFC
  - 2013年  イプスウィッチ・タウンFC (期限付き移籍)
- 2013年 - 2016年  メルボルン・シティFC

## 代表歴
- U-20オーストラリア代表
  - 2001年 - 2001 FIFAワールドユース選手権
- 2003年 - 2004年 U-23オーストラリア代表
- 2002年 - 2009年 オーストラリア代表
  - 2002年 - OFCネイションズカップ2002 (準優勝)
  - 2004年 - OFCネイションズカップ2004 (優勝)
  - 2007年 - AFCアジアカップ2007

## 指導歴
- 2016年 - 2022年  メルボルン・シティFC
  - 2016年 - 2017年 ユースチームアシスタントコーチ/女子チーム監督
  - 2017年 - 2019年 トップチームアシスタントコーチ/女子チーム監督
  - 2019年 - 2020年 トップチーム アシスタントコーチ
  - 2020年 - 2022年 トップチーム 監督
- 2022年 - 2023年  トロワAC 監督
- 2024年  メルボルン・ビクトリーFC 監督
- 2025年 - 同年6月  横浜F・マリノス
  - 2025年 - 同年4月 トップチーム ヘッドコーチ
    - 2025年4月 暫定監督

  - 2025年5月 - 同年6月 トップチーム 監督

## 監督成績
| 年度 | 所属 | クラブ | リーグ戦 | リーグ戦 | リーグ戦 | リーグ戦 | リーグ戦 | リーグ戦 | カップ戦       | カップ戦  |
| 年度 | 所属 | クラブ | 順位     | 勝点     | 試合     | 勝       | 分       | 敗       | ルヴァンカップ | 天皇杯    |
| ---- | ---- | ------ | -------- | -------- | -------- | -------- | -------- | -------- | -------------- | --------- |
| 2025 | J1   | 横浜FM | 20位     | 6        | 8        | 2        | 0        | 6        | -              | 2回戦敗退 |

- 2025年は4月から6月まで指揮。順位は退任時点。

## タイトル

### 選手時代
サウス・メルボルンFC
- オーストラリアン・ナショナルサッカーリーグレギュラーシーズン：1回（2000-01）

レスター・シティFC
- EFLリーグ1：1回（2008-09）

U-20オーストラリア代表
- OFC U-20選手権：1回（2001）

オーストラリア代表
- OFCネイションズカップ：1回（2004）

個人
- PFA年間ベストイレブンリーグ1：1回（2009-10）
- リーズ・ユナイテッドAFC年間最優秀選手：1回 (2009-10)

### 監督時代
メルボルン・シティFC
- Aリーグレギュラーシーズン : 1回 (2020-21)
- Aリーグファイナルシリーズ : 1回 (2020-21)

個人
- Aリーグ年間最優秀監督：1回（2020-21）